# Awateria challengeri
Awateria challengeri é uma espécie de gastrópode do gênero Awateria, pertencente a família Conidae.